# 6. leden
6. leden je šestý den roku podle gregoriánského kalendáře. Do konce roku zbývá 359 dní (360 v přestupném roce). Na tento den připadají Tři Králové (Kašpar, Melichar, Baltazar).

## Události

### Pravidelné události
- Tříkrálová sbírka v České republice (každoročně od roku 2001)

### Česko
- 1318 – Panovník Jan Lucemburský přijel do Brna kvůli sporům se šlechtickou klikou Jindřicha z Lipé.
- 1347 – Karel IV. se vrací z bitvy u Kresčaku.
- 1584 – V Čechách skončila platnost juliánského kalendáře, po pondělí 6. ledna následovalo podle gregoriánského kalendáře úterý 17. ledna.
- 1899 – Vznikla Česká strana agrární.
- 1918 – Podepsána Tříkrálová deklarace.

### Svět
- 1066 – Korunovace anglického krále Magnuse II. po smrti krále Harald III. Hardrada
- 1099 – Jindřich V. Sálský korunován německým králem
- 1169 – Richard Lví srdce skládá věrnost francouzskému králi
- 1227 – Ferdinand Portugalský osvobozen z Louvru
- 1311 – Korunovace Jindřicha VII. Lucemburského v Miláně na lombardského krále
- 1423 – Vznik Saského kurfiřtství.
- 1838 – Samuel Morse provedl první úspěšně pokusy s elektrickým telegrafem.
- 1912 – Nové Mexiko se stalo 47. státem USA.
- 1928 – Papež Pius XI. vydal necykliku Mortalium animos.
- 1929 – Král Alexandr I. Karađorđević zrušil ve svém království současné státní zřízení a nastolil diktaturu.
- 1940 – Masová poprava Poláků Němci ve městě Poznaň.
- 1943 – Heinrich Himmler vydal směrnici o provádění poprav v koncentračních táborech.
- 1950 – Spojené království diplomaticky uznalo Čínskou lidovou republiku.
- 1978 – USA vrátily Maďarsku uherskou korunu.
- 2016 – Severní Korea oznámila provedení testu termonukleární bomby poté, co byly poblíž její jaderné střelnice zaznamenány otřesy o síle 5,1 stupně
- 2021 – Příznivci amerického prezidenta Donalda Trumpa, nespokojení s výsledky voleb v roce 2020, přepadli budovu Kapitolu Spojených států

## Narození
Automatický abecedně řazený seznam viz Kategorie:Narození 6. ledna

### Česko

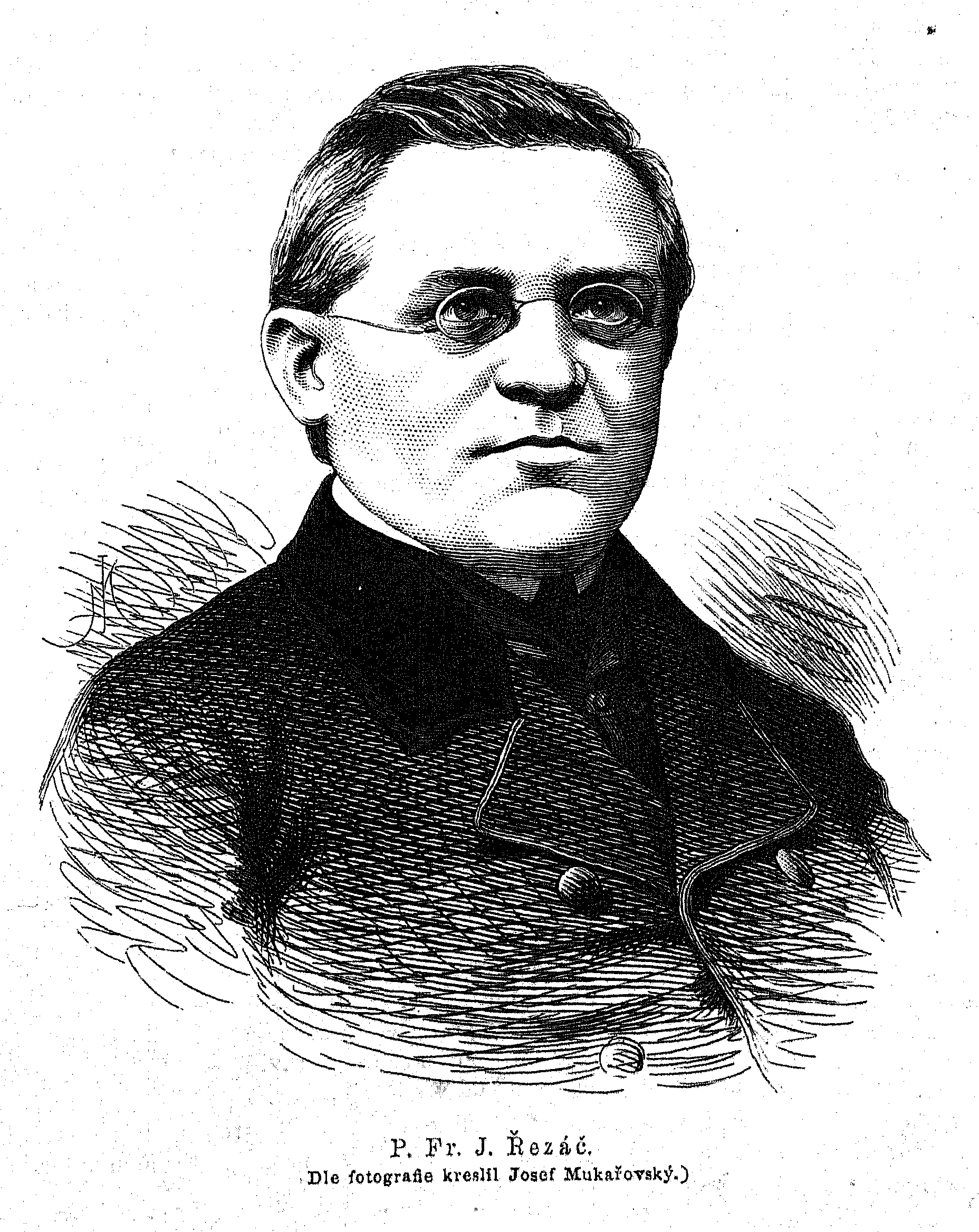
František Josef Řezáč (* 1819)

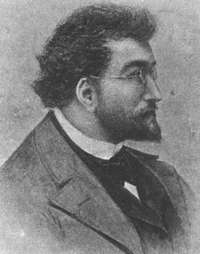
Ladislav Stroupežnický (* 1850)

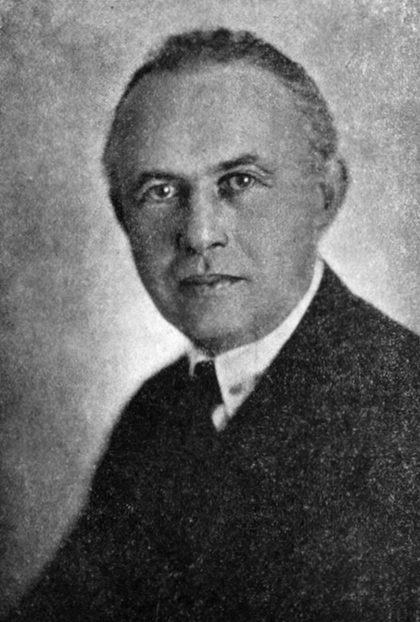
Ivan Olbracht (* 1882)

- 1496 – Jan starší Hodějovský z Hodějova, šlechtic a humanista († 11. února 1566)
- 1555 – Melchior z Redernu, rakouský šlechtic, císařský rada, polní maršál († 20. září 1600)
- 1582 – Jaroslav Bořita z Martinic, královský místodržící v Čechách († 21. listopadu 1649)
- 1600 – Jan Špork, generál jezdectva habsburských vojsk († 6. srpna 1679)
- 1724 – Johann Ignaz Felbiger, slezský pedagog, opat a školský reformátor († 17. května 1788)
- 1756 – Jan Jeník z Bratřic, důstojník, sběratel lidových písní († 26. srpna 1845)
- 1761 – Kašpar Šternberk, šlechtic a přírodovědec († 20. prosince 1838)
- 1794 – Kašpar Mašek, skladatel působící ve Slovinsku († 13. května 1873)
- 1795 – Dominik Zafouk, česko-německý sochař († 1878)
- 1819 – František Josef Řezáč, kněz a pedagog († 25. prosince 1879)
- 1825 – Ignác Leopold Kober, nakladatel († 26. května 1866)
- 1830 – Adolf Kosárek, malíř († 3. října 1859)
- 1831 – Jan Stanislav Skrejšovský, novinář a politik († 15. října 1883)
- 1833 – Melchior Mlčoch, teolog a biblista, děkan olomoucké teologické fakulty († 6. dubna 1917)
- 1850 – Ladislav Stroupežnický, dramaturg († 11. srpna 1892)
- 1853 – Karl Eppinger, právník a politik německé národnosti († 15. července 1911)
- 1863 – Jan Nepomuk Říhánek, kněz a pedagog († 24. května 1935)
- 1865 – Václav Panýrek-Vaněk, poštovní úředník a spisovatel († 6. dubna 1939)
- 1866 – Josef Bertl, architekt († 30. května 1955)
- 1870
  - Bohuslav Rosenkranc, československý politik († 1923)
  - Josef Seifert, československý politik († 17. srpna 1926)
- 1873 – František Hnátek, výtvarník a spisovatel († 16. ledna 1941)
- 1874 – Michael Kácha, novinář, anarchista a nakladatel († 12. května 1940)
- 1876 – František Chlouba, československý politik († 15. srpna 1943)
- 1881 – Franz Köhler, československý politik německé národnosti († 13. května 1940)
- 1882 – Ivan Olbracht, spisovatel († 20. prosince 1952)
- 1883
  - Emil Bobek, československý politik německé národnosti († 3. prosince 1945)
  - Mikuláš Antonín Číla, malíř, legionář a československý brigádní generál († 31. května 1983)
- 1884
  - Josef Ryšavý, profesor geodezie a rektor na ČVUT († 4. ledna 1967)
  - Vojtěch Sucharda, sochař, řezbář a loutkář († 31. října 1968)
  - Vilém Kreibich, malíř († 27. listopadu 1955)
- 1893 – Ladislav Svoboda, oběť komunismu († 13. listopadu 1952)
- 1895 – Jaroslav Červený, fotbalový reprezentant († 4. května 1950)
- 1900 – Fráňa Velkoborský, spisovatel a textař († 8. listopadu 1958)
- 1904
  - Miloš Václav Kratochvíl, spisovatel († 9. července 1988)
  - František Zyka, mistr houslař († duben 1971)
- 1906 – Emanuel Tilsch, překladatel († 1990)
- 1909 – Marie Ženíšková, herečka († 10. listopadu 1982)
- 1919 – Božena Šebetovská, zpěvačka lidových písní († 13. dubna 1982)
- 1922 – Jiří Klikorka, chemik († 7. prosince 2011)
- 1927
  - Karel Kyncl, publicista, reportér a novinář († 1. dubna 1997)
  - Josef Vaniš, kameraman († 14. února 2009)
- 1929
  - Jan Jeník, botanik († 13. února 2022)
  - Milada Misárková, překladatelka († 13. listopadu 2015)
- 1930 – Zdeněk Mraček, lékař a regionální politik, primátor Plzně
- 1937 – Ludvík Daněk, atlet († 16. listopadu 1998)
- 1938 – Vladimír Bencko, český lékař, hygienik a epidemiolog
- 1939 – Miroslav Moravec, herec († 29. března 2009)
- 1942 – Josef Matouš, skokan na lyžích († 20. listopadu 1999)
- 1948 – Miloš Kratochvíl, sportovní redaktor, spisovatel, televizní scenárista
- 1949 – Daniel Kroupa, politik, vysokoškolský učitel, filosof
- 1950 – Ladislav Daniel, historik umění
- 1952
  - Martin Braniš, přírodovědec, zoolog († 27. září 2013)
  - Oldřich Kašpar, historik, etnolog, iberoamerikanista
- 1959 – Vladislav Bareš, ekonom
- 1968 – Petr Tluchoř, politik
- 1970 – Radoslav Látal, fotbalista
- 1973 – Světlana Witowská, novinářka a moderátorka

### Svět

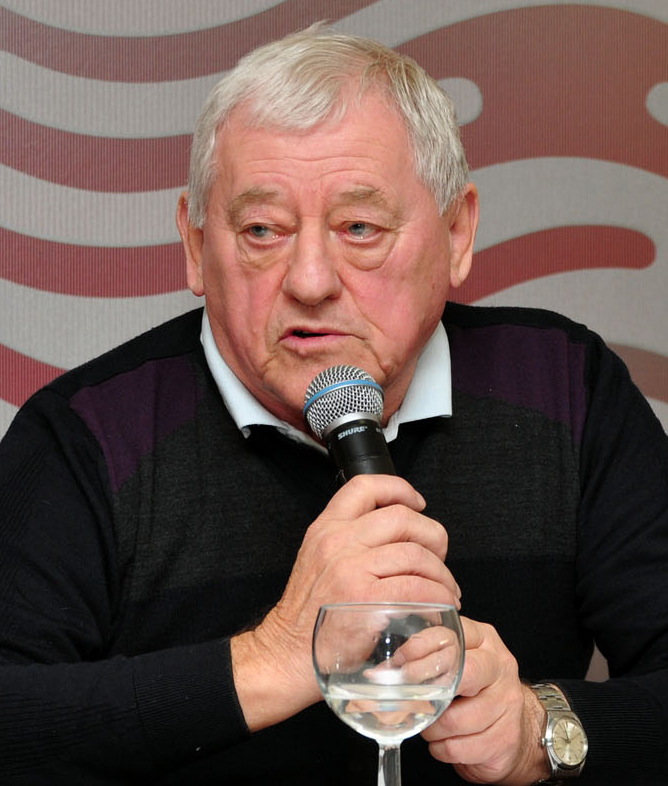
Jozef Golonka (* 1938)

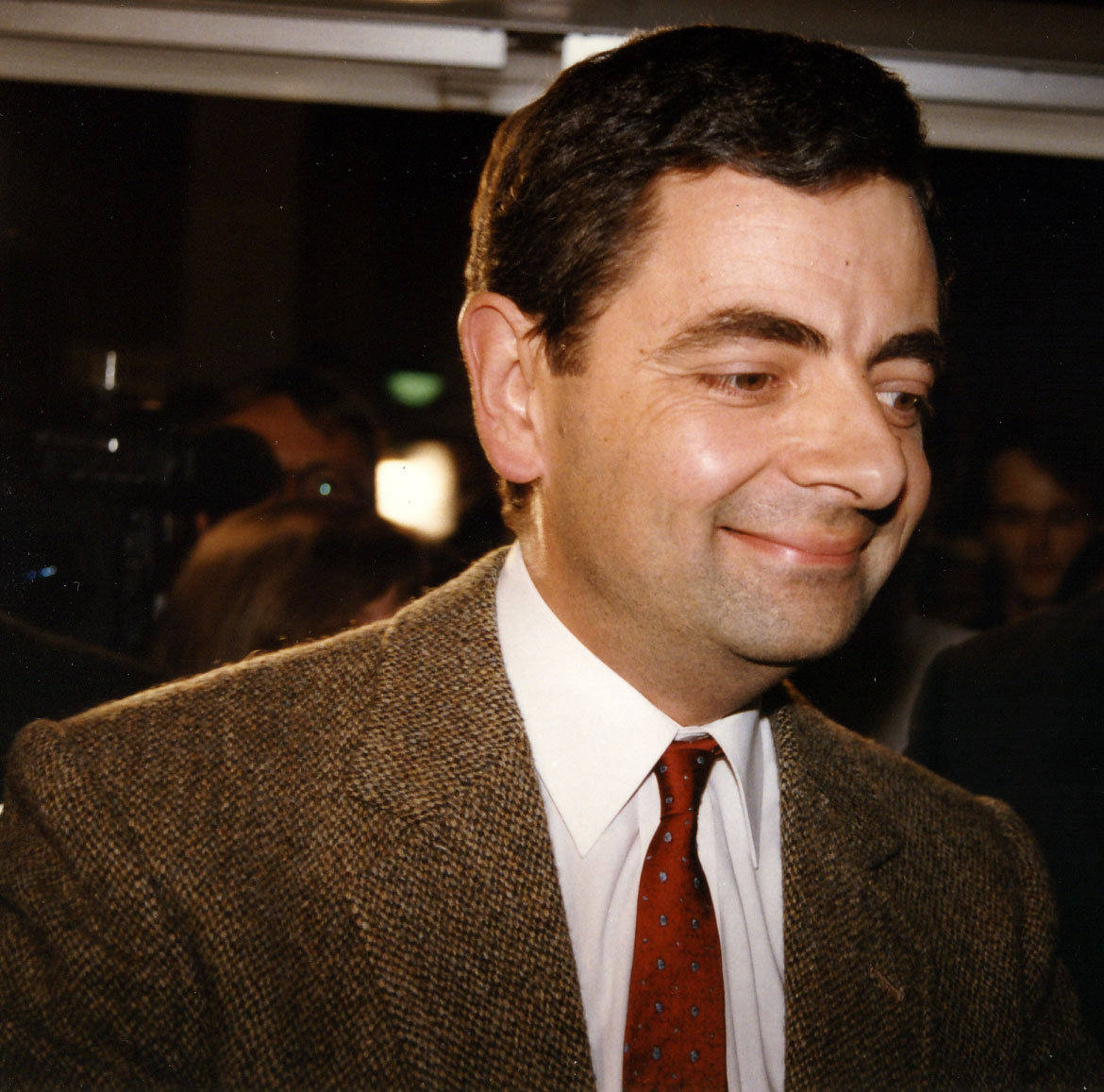
Rowan Atkinson (* 1955)

- 1256 – sv. Gertruda Veliká, řeholnice benediktinského řádu († 17. listopadu 1301 nebo 1302)
- 1367 – Richard II., anglický král († 14. února 1400)
- 1412 – Jana z Arku, francouzská bojovnice († 30. května 1431)
- 1500 – Svatý Jan z Avily, římskokatolický kněz a teolog († 10. května 1569)
- 1509 – Melchor Cano, španělský biskup a teolog († 30. září 1560)
- 1561 – Thomas Fincke, dánský matematik a fyzik († 24. dubna 1656)
- 1568 – Richard Burbage, anglický herec († 13. března 1619)
- 1611 – Čchung-čen čínský císař († 25. dubna 1644)
- 1621 – Mořic Falcký, falcký princ, námořník a pirát († mezi 13. a 16. září 1652)
- 1650 – Nicola Saggio, italský řeholník, blahoslavený († 3. února 1709)
- 1655
  - Jacob Bernoulli, švýcarský matematik a fyzik († 16. srpna 1705)
  - Eleonora Magdalena Falcko-Neuburská manželka císaře Leopolda I. († 19. ledna 1720)
- 1681 – Ján Baltazár Magin, slovenský básník a historik († 27. března 1735)
- 1694 – Gottlieb Siegfried Bayer, německý historik a filolog († 21. února 1738)
- 1702 – José de Nebra, španělský hudební skladatel († 11. července 1768)
- 1707 – Johann Friedrich Crell, německý anatom a fyziolog († 19. května 1747)
- 1766 – José Gaspar Rodríguez de Francia, nejvyšší diktátor Paraguaye († 20. září 1840)
- 1798 – Melchior von Diepenbrock, německý kardinál († 20. ledna 1853)
- 1803 – Henri Herz, francouzský klavírista, hudební skladatel († 5. ledna 1888)
- 1807 – Josef Maximilián Petzval, slovenský matematik, fyzik a vynálezce († 17. září 1891)
- 1809 – Oto Petzval, uherský matematik († 28. srpna 1883)
- 1822 – Heinrich Schliemann, německý archeolog († 26. prosince 1890)
- 1823 – Ludwig von Possinger, ministr zemědělství Předlitavska († 29. ledna 1905)
- 1832 – Paul Gustave Doré, francouzský malíř a grafik († 23. ledna 1883)
- 1838 – Max Bruch, německý hudební skladatel a dirigent († 20. října 1920)
- 1842 – Vladimir de Repta, pravoslavný arcibiskup černovický, politik a teolog († 24. dubna 1926)
- 1848 – Christo Botev, bulharský básník, novinář a revolucionář († 1. června 1876)
- 1850
  - Eduard Bernstein, německý politik († 18. prosince 1932)
  - Witold Zglenicki, polský geolog († 6. července 1904)
- 1858
  - Luisa Šlesvicko-Holštýnsko-Sonderbursko-Glücksburská, dánská šlechtična († 2. července 1936)
  - Sébastien Faure, francouzský anarchista, volnomyšlenkář († 14. července 1942)
- 1859 – Samuel Alexander, britský filozof († 13. září 1938)
- 1861 – Victor Horta, belgický architekt († 9. září 1947)
- 1865 – Nikolaj Marr, gruzínský lingvista, archeolog a etnograf († 20. prosince 1934)
- 1868 – Vittorio Monti, italský skladatel, houslista a dirigent († 20. června 1922)
- 1870 – Gustav Bauer, německý říšský kancléř († 16. září 1944)
- 1872 – Alexandr Nikolajevič Skrjabin, ruský klavírista a hudební skladatel († 27. dubna 1915)
- 1873 – Karl Straube, německý varhaník a dirigent († 27. dubna 1950)
- 1875 – Elsa von Gutmann, kněžna z Lichtenštejna († 28. září 1947)
- 1876 – Mešadi Azizbekov, bolševický revolucionář († 20. září 1918)
- 1878 – Carl Sandburg, americký novinář, spisovatel, hudebník a historik († 22. července 1967)
- 1880 – Tom Mix, americký filmový herec († 12. října 1940)
- 1882 – Xösäyen Jamaşev, tatarský revolucionář a spisovatel († 13. března 1912)
- 1883 – Chalíl Džibrán, libanonský malíř, básník a spisovatel († 10. dubna 1931)
- 1890 – Sára Aaronsohnová, členka židovské špionážní sítě Nili († 9. října 1917)
- 1897 – Ferenc Szálasi, maďarský politik, vůdce pronacistické Strany Šípových křížů († 12. března 1946)
- 1899 – Max Simon, nacistický generál, válečný zločinec († 1. února 1961)
- 1900
  - Haldor Halderson, kanadský hokejista, zlato na OH 1920 († 1. srpna 1965)
  - Marie Rumunská, královna Království Jugoslávie († 22. června 1961)
- 1906 – Eberhard Wolfgang Möller, německý spisovatel († 1. ledna 1972)
- 1908
  - Menachem Avidom, izraelský hudební skladatel († 5. srpna 1995)
  - Vladislav Blądziński, polský římskokatolický duchovní, mučedník, blahoslavený († 8. září 1944)
- 1912 – Jacques Ellul, francouzský sociolog, historik, filozof a spisovatel († 19. května 1994)
- 1913
  - Edward Gierek, polský politik († 29. července 2001)
  - Loretta Youngová, americká herečka († 12. srpna 2000)
- 1915
  - Alan Watts, anglický básník, filosof a spisovatel († 16. listopadu 1973)
  - John Lilly, americký psychoanalytik, filosof a spisovatel († 30. září 2001)
  - Ibolya Csáková, maďarská olympijská vítězka ve skoku do výšky († 9. února 2006)
- 1920
  - John Maynard Smith, britský evoluční biolog a genetik († 19. dubna 2004)
  - Val Valentin, portorický zvukový inženýr († 24. března 1999)
- 1924
  - Earl Scruggs, americký hráč na banjo († 28. března 2012)
  - Kim Te-džung, bývalý jihokorejský prezident († 18. srpna 2009)
- 1925 – Regina Habsbursko-Lotrinská, manželka Oty Habsburského († 3. února 2010)
- 1927 – Edmond Richard, francouzský kameraman († 5. června 2018)
- 1928 – Capucine, francouzská herečka a modelka († 17. března 1990)
- 1931
  - Edgar Lawrence Doctorow, americký spisovatel († 21. července 2015)
  - Dickie Moore, kanadský hokejista († 19. prosince 2015)
- 1932 – José Saraiva Martins, portugalský kardinál
- 1933 – Oleg Makarov, sovětský konstruktér a kosmonaut († 29. května 2003)
- 1936 – Darlene Hardová, americká tenistka († 2. prosince 2021)
- 1937 – Paolo Conte, italský zpěvák, klavírista a skladatel
- 1938
  - Adriano Celentano, italský zpěvák, písničkář, herec a filmový režisér
  - Mario Rodríguez Cobos, argentinský spisovatel († 16. září 2010)
  - Jozef Golonka, slovenský hokejista, československý reprezentant
  - Larisa Šepiťková, ruská filmová režisérka († 2. července 1979)
- 1939
  - Valerij Lobanovskyj, sovětský a ukrajinský fotbalový trenér († 13. května 2002)
  - Murray Rose, australský plavec († 15. dubna 2012)
- 1942 – Roberto Peccei, italský fyzik († 1. června 2020)
- 1943 – Barry Altschul, americký jazzový bubeník
- 1944
  - Joyce Dunbar, anglická spisovatelka
  - Alan Stivell, francouzský hudebník
- 1945
  - Alfredo Conde, španělský (galicijský) prozaik
  - Barry John, velšský ragbista († 4. února 2024)
- 1946 – Syd Barrett, britský hudebník, zakladatel skupiny Pink Floyd († 7. července 2006)
- 1947
  - Fedor Frešo, slovenský rockový a jazzový hudebník
  - Sandy Denny, anglická zpěvačka, členka skupiny Fairport Convention († 21. dubna 1978)
- 1949 – Chris Laurence, anglický kontrabasista
- 1950
  - Louis Joseph Freeh, ředitel FBI
  - Thomas J. Pickard, ředitel FBI
- 1953
  - Manfred Kaltz, německý fotbalista
  - Malcolm Young, kytarista australské rockové skupiny AC/DC († 19. listopadu 2017)
- 1954 – Anthony Minghella, anglický filmový scenárista a režisér († 18. března 2008)
- 1955 – Rowan Atkinson, britský herec a komik
- 1956
  - Angus Deayton, britský herec, scenárista, iluzionista
  - Justin Welby, arcibiskup canterburský
- 1958 – Ludmila Putinová, ruská filoložka, bývalá manželka Vladimira Putina
- 1959 – Davy Spillane, irský hudebník
- 1960
  - Nigella Lawson, britská novinářka
  - Andrea Thompsonová, americká herečka a novinářka
  - Kari Jalonen, bývalý finský hokejista a trenér
- 1963 – Philippe Perrin, francouzský vojenský pilot a astronaut
- 1965 – Bjørn Lomborg, významný dánský statistik, proslavený knihou Skeptický ekolog
- 1969 – Norman Reedus, americký herec
- 1971 – Karin Slaughter, americká spisovatelka kriminálních thrillerů
- 1972 – Fillipo Neviani, známý především jako NEK, italský zpěvák
- 1974 – Romain Sardou, francouzský spisovatel
- 1976 – Richard Zedník, slovenský hokejista
- 1979 – Camila Grey, americká hudebnice (Uh Huh Her a Mellowdrone)
- 1980 – Steed Malbranque, francouzský fotbalista
- 1981 – Rinko Kikuchi, japonská herečka
- 1982
  - Gilbert Arenas, americký basketbalista
  - Eddie Redmayne, britský herec
- 1983 – Adam Burish, americký hokejista
- 1984 – Kate McKinnonová, americká herečka a komička
- 1986
  - Alex Turner, anglický zpěvák a kytarista, člen skupiny Arctic Monkeys
  - Petter Northug, norský běžec na lyžích
- 1992 – Ismael Borrero, kubánský řecko-římský zápasník
- 1995 – Karoline Offigstad Knottenová, norská biatlonistka
- 1996 – Sjoerd Bax, nizozemský silniční cyklista
- 1999 – Jelena Radionovová, ruská krasobruslařka

## Úmrtí
Automatický abecedně řazený seznam viz Kategorie:Úmrtí 6. ledna

### Česko

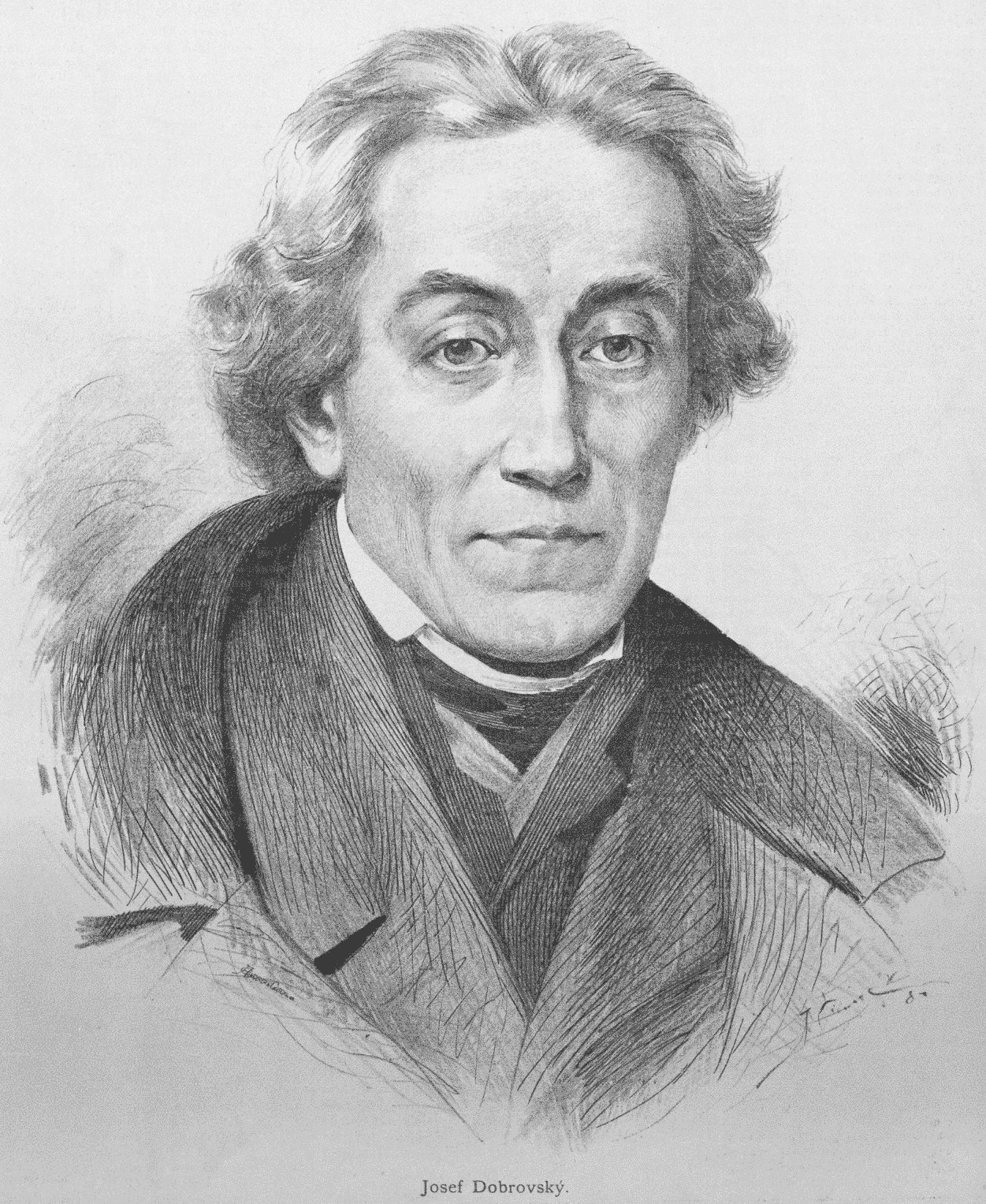
Josef Dobrovský († 1829)

- 1594 – Lazar Ercker ze Schreckenfelsu, nejvyšší hormistr království Českého (* 1528)
- 1768 – Franciscus de Paula Cardell, jezuita a profesor filosofie (* 1717)
- 1809 – Jaroslav Schaller, piaristický kněz, historik a topograf (* 6. března 1738)
- 1829 – Josef Dobrovský, spisovatel a filolog (* 17. srpna 1753)
- 1836 – Josef Karel Šíp, frýdecký kněz a historik (* 5. března 1751)
- 1866 – Gustav Skřivan, matematik (* 11. ledna 1831)
- 1884 – Gregor Mendel, rakouský mnich českého původu, zakladatel genetiky (* 20. července 1822)
- 1894 – František Kún, evangelický duchovní v USA (* 30. srpna 1825)
- 1925 – Josef Quido Lexa, učitel a hudební skladatel (* 15. prosince 1891)
- 1942 – Jiří Verner, chirurg a dramatik (* 25. dubna 1905)
- 1948 – František Langr, politik (* 31. května 1881)
- 1949 – Emil Smetánka, bohemista (* 14. října 1875)
- 1952 – Josef Heger, katolický teolog, překladatel Bible (* 7. května 1885)
- 1956 – Josef Sigmond, profesor lesnické fakulty v Praze (* 18. dubna 1868)
- 1970 – Emanuel Famíra, sochař a malíř (* 15. prosince 1900)
- 1972 – Karel Bakeš, stavební inženýr, spisovatel a překladatel (* 12. ledna 1888)
- 1977 – Karel Holubec, lékař (* 30. ledna 1906)
- 1981 – Ladislav Štoll, marxistický literární kritik (* 26. června 1902)
- 1987 – Pavel Trost, jazykovědec a literární vědec (* 3. října 1907)
- 1996 – Mike Buckna, lední hokejista a trenér (* 5. září 1913)
- 2002 – Svatopluk Studený, režisér (* 17. února 1921)
- 2003 – Vítězslav Jungbauer, sochař (* 6. listopadu 1919)
- 2004 – Jiří Reinsberg, český katolický kněz, skaut
- 2010
  - Ivan Medek, novinář, muzikolog a hudebník (* 13. července 1925)
  - Přemysl Otakar Špidlen, houslař (* 18. června 1920)
- 2012 – Libuše Hynková, choreografka, folkloristka a etnografka (* 28. října 1923)
- 2014 – Karel Gut, hokejový reprezentant (* 16. září 1927)
- 2015
  - Vlastimil Bubník, hokejista a fotbalista (* 18. března 1931)
  - Ladislav Pachta, matematik (* 3. března 1928)
- 2019
  - Gustav Francl, novinář, filmový kritik a překladatel (* 28. ledna 1920)
  - Milan Kantor, protinacistický odbojář, doktor práv a honorární generální konzul České republiky v Melbourne (* 27. února 1925)
  - Miloš Šimurda, akademický malíř, mozaikář a básník (* 5. června 1924)
- 2021 – Jan Soukup, lední hokejista (* 20. dubna 1942)

### Svět

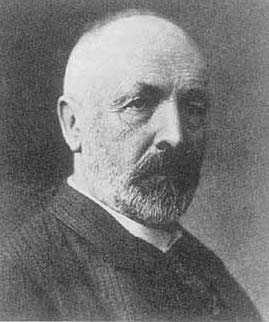
Georg Cantor († 1918)

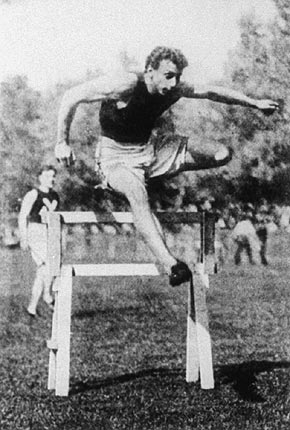
Alvin Kraenzlein († 1928)

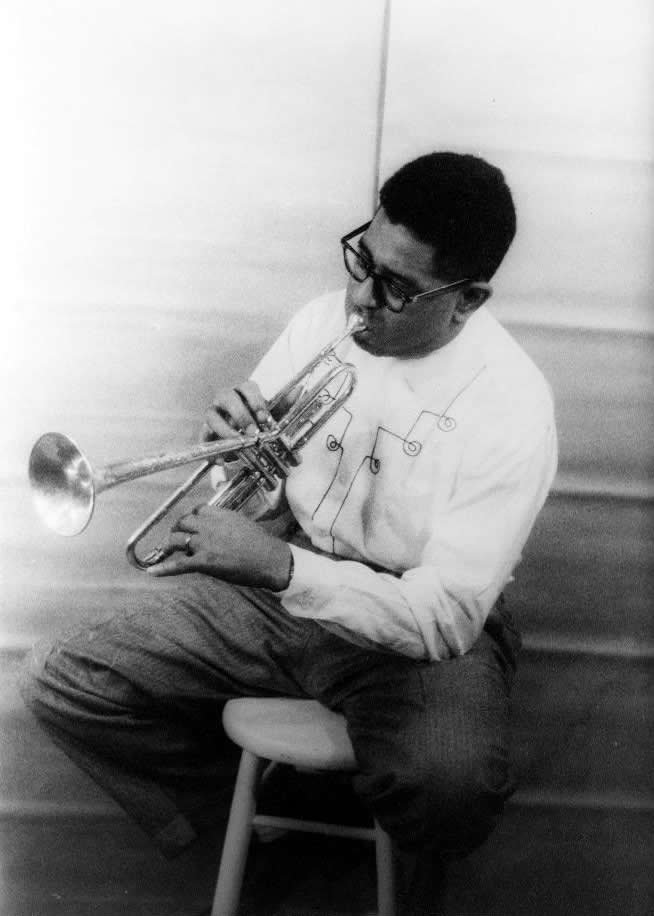
Dizzy Gillespie († 1993)

- 1275 – Svatý Raimundo de Peñafort, generální představený dominikánů, zpovědník papežů a misionář (* 1175)
- 1374 – Andrea Corsini, italský biskup a světec (* 1301)
- 1382 – Basalawarmi, mongolský státník (* ?)
- 1646 – Kašpar Karas z Rhomsteinu, světící biskup olomoucký (* 1597)
- 1685 – Malachias Siebenhaar, německý skladatel církevní hudby (* 6. března 1616)
- 1689
  - Cristoforo Ivanovich, italský historik, básník a operní libretista (* ? 1620)
  - Seth Ward, anglický biskup, matematik a astronom (* 1617)
- 1693 – Mehmed IV., osmanský sultán (* 2. ledna 1642)
- 1721 – Theodor Dassov, německý jazykovědec a protestantský teolog (* 27. února 1648)
- 1799 – Vilém Jiří Frederik, syn Viléma V. Oranžského (* 15. února 1774)
- 1813 – Louis Baraguey d'Hilliers, francouzský generál (* 13. srpna 1764)
- 1826 – John Farey, anglický geolog, matematik a spisovatel (* 1766)
- 1840 – Frances Burney, anglická spisovatelka (* 13. června 1752)
- 1852 – Louis Braille, francouzský vynálezce slepeckého písma (* 4. ledna 1809)
- 1856 – Nicolas-Charles Bochsa, francouzský harfeník, skladatel a dirigent (* 9. srpna 1789)
- 1882 – Richard Henry Dana Jr., americký právník, politik a spisovatel (* 1. srpna 1815)
- 1918
  - Engelbert Pernerstorfer, rakouský politik (* 27. dubna 1850)
  - Georg Cantor, ruský matematik (* 3. března 1845)
- 1919 – Theodore Roosevelt, 26. prezident Spojených států amerických (* 27. října 1858)
- 1920 – Heinrich Lammasch, poslední ministerský předseda Rakousko-Uherska (* 21. května 1853)
- 1928 – Alvin Kraenzlein, americký atlet, čtyřnásobný olympijský vítěz 1900 (* 12. prosince 1876)
- 1934 – Herbert Chapman, anglický fotbalista a fotbalový manažer (* 19. ledna 1878)
- 1937 – André Bessette, kanadský římskokatolický řeholník, světec (* 9. srpna 1845)
- 1942
  - Alexandr Romanovič Běljajev, ruský spisovatel (* 16. března 1884)
  - Henri de Baillet-Latour, belgický šlechtic, předseda Mezinárodního olympijského výboru (* 1. března 1876)
- 1945 – Vladimir Ivanovič Vernadskij, ruský mineralog a geochemik (* 12. března 1863)
- 1946
  - Jiří Sasko-Meiningenský, princ a hlava dynastie sasko-meiningenské (* 11. října 1892)
  - Adolf de Meyer, německý fotograf (* 3. září 1868)
- 1959 – Vincenzo Florio, italský podnikatel, automobilový závodník, zakladatel závodu Targa Florio (* 18. března 1883)
- 1960 – Erik Lindahl, švédský ekonom (* 21. listopadu 1891)
- 1964 – Werner Kempf, generál tankových jednotek Wehrmachtu (* 9. března 1886)
- 1974 – David Alfaro Siqueiros, mexický malíř (* 29. prosince 1896)
- 1981
  - Frederika Hannoverská, řecká královna (* 18. dubna 1917)
  - Archibald Joseph Cronin, skotský lékař a spisovatel (* 19. července 1896)
  - Gennadij Samojlovič Gor, ruský historik umění a spisovatel (* 28. ledna 1907)
- 1986 – Fernand Oubradous, francouzský fagotista, skladatel a pedagog (* 12. února 1903)
- 1989 – Edmund Ronald Leach, britský antropolog (* 7. listopadu 1910)
- 1990 – Pavel Alexejevič Čerenkov, ruský fyzik, známý zdůvodněním vzniku Čerenkovova záření (* 28. července 1904)
- 1992 – Elena Čepčeková, slovenská spisovatelka (* 26. ledna 1922)
- 1993
  - Rudolf Nurejev, ruský tanečník (* 17. března 1938)
  - Dizzy Gillespie, americký jazzový trumpetista (* 21. října 1917)
- 1996 – Mike Buckna, lední hokejista a trenér (* 5. září 1913)
- 1998 – Murray Salem, americký televizní a filmový herec a scenárista (* 12. ledna 1950)
- 1999 – Michel Petrucciani, francouzský klavírista (* 28. prosince 1962)
- 2006 – Lou Rawls, americký R&B zpěvák (* 1. prosince 1933)
- 2007 – Charmion King, kanadská herečka (* 25. července 1925)
- 2012 – Tom Ardolino, americký rockový bubeník, člen skupiny NRBQ (* 12. ledna 1955)
- 2013 – Huell Howser, americký herec a komik (* 18. října 1945)
- 2015 – Joan Peters, americká spisovatelka (* 29. dubna 1938)
- 2020 – Wilfried F. Schoeller, německý spisovatel, literární kritik (* 3. července 1941)
- 2022
  - Sidney Poitier, americký herec, producent, režisér a aktivista (* 20. února 1927)
  - Peter Bogdanovich, americký režisér a scenárista (* 30. července 1939)
- 2023 – Gianluca Vialli, italský fotbalista a trenér (* 9. července 1964)

## Svátky

### Česko
- Tři králové
- Baltazar, Kašpar, Melichar

### Svět
- Slovensko
  - Den pracovního klidu: Zjevení Pána
  - Antónia

## Pranostiky

### Česko
- Na Tři krále o skok dále.
- Na Tři krále – zima stále.
- Na Tři krále – zima stále, mnoho hvězd a o skok dále.
- Na Tři krále mrzne stále.
- Tři králové mosty staví, nebo je boří.
- Mrazy tříkrálové musí přijít, kdyby mělo slunce zajít.
- Již nás mrazy nepoplení, minulo tě boží křtění.
- Teče-li na Tři krále voda kolejí, urodí se len.
- Na Tři Krále mnoho hvězd – urodí se hodně bramborů.
- Třpytí-li se hvězdy tu noc před Třemi králi, rodí se hojně bílí beránci.
- Je-li tříkrálová noc hvězdnatá, budou se rodit beránci, býčci, kozlíci a kluci.
- Je-li na tři krále jasno, zdaří se pšenice.
- Je-li na boží křtění měsíc v úplňku, toho roku lze očekávat povodně.
- Je-li na Tři krále větrno, zamíchá se planetami a bude úrodno.
- Padají-li na Tři krále sedláci (velké vločky sněhu), bude úrodný rok.
- Není-li od Tří králů až do Matěje (24. únor) obměku, bude obilí na sýpkách až po střechu.

| 6. leden v pražském KlementinuÚdaje jsou platné k 11. 3. 2025. | 6. leden v pražském KlementinuÚdaje jsou platné k 11. 3. 2025. | 6. leden v pražském KlementinuÚdaje jsou platné k 11. 3. 2025. |
| minimum                                                        | denní průměr                                                   | maximum                                                        |
| -------------------------------------------------------------- | -------------------------------------------------------------- | -------------------------------------------------------------- |
| −25,4 °C (1784)                                                | −0,7 °C (od 1961)                                              | 14,2 °C (1999)                                                 |